# Henri Cain
Eugène Henri Cain (írásváltozata Caïn) (Párizs, 1857. október 11. – Párizs, 1937. november 21.) francia dráma- és regényíró, festőművész volt. Legmaradandóbb munkái operákhoz és balettekhez készített librettói. Leggyakrabban Jules Massenet-vel dolgozott együtt.

## Élete

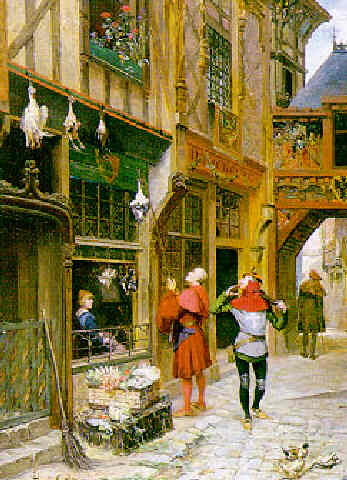
A szerelmes íjász c. festménye

Képzőművész családból származik. Édesapja Auguste Nicolas Cain (1821–1894) szobrászművész volt. Bátyja Georges-Jules-Auguste Cain (1853–1919) festő és író.
A líceum elvégzése mellett festeni tanult Jean-Paul Laurens és Edouard Detaille műtermében. Kezdetben a családi hagyományokat követve csak képzőművészként működött, később újságírással is foglalkozott, mellette drámákat, regényeket írt. 
1893-ban kezdett balett- és operalibrettókat írni, és az első világháború kivételével haláláig ontotta a zenés darabok alapanyagát. Csaknem ötven szövegkönyvével a 19.–20. század fordulóján a műfaj legkeresettebb francia művelője volt. 1904-ben kötött házasságot Julia Guiraudon (1873–194?) szoprán opera-énekesnővel, aki számos művét vitte sikerre. 1909-ben némafilmet rendezett Frédéric Mistral Mireille című eposzából. Kitüntették a Francia Köztársaság Becsületrendjének tiszti fokozatával.

## Librettói

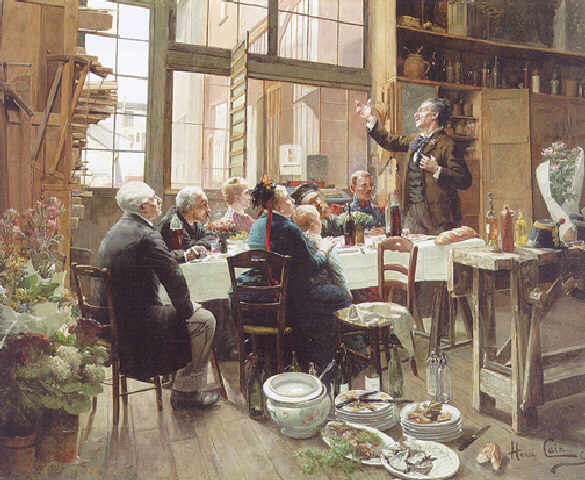
A pohárköszöntő c. festménye

[Az évszámok a bemutató idejét jelölik.]
- La Vivandière (1893, zeneszerző: Benjamin Godard)
- La Navarraise (1894, társíró: Jules Claretie, zeneszerző: Jules Massenet)
- Sapho (1897, társíró: Arthur Bernède, zeneszerző: Jules Massenet)
- Cendrillon (1899, zeneszerző: Jules Massenet)
- Thyl Ulenspiegel (1900, társíró: Lucien Solvay, zeneszerző: Jan Blockx)
- Le Juif polonais (1900, társíró: Pierre-Barthélemy Gheusi, zeneszerző: Camille Erlanger)
- Une aventure de la Guimard (balett, 1900, zeneszerző: André Messager)
- Maedeli (1901, társíró: Daniel-Baud Bovy, zeneszerző: Gustave Doret)
- La Flamenca (1903, társírók: Eugène Adenis és Edouard Adenis, zeneszerző: Lucien Lambert)
- La Citoyenne Cotillon (1903, társíró: Ernest Daudet, zeneszerző: Charles Cuvillier)
- Cigale (balett, 1904, zeneszerző: Jules Massenet)
- La Cabrera (1905, zeneszerző: Gabriel Dupont)
- Chérubin (1905, társíró: Francis de Croisset, zeneszerző: Jules Massenet)
- Les Pêcheurs de Saint-Jean (1905, zeneszerző: Charles-Marie Widor)
- Endymion et Phœbé (balett, 1906, zeneszerző: Francis Thomé)
- Les Armaillis (1906, társíró: Daniel Baud-Bovy, zeneszerző: Gustave Doret)
- La Légende du Point d'Argentan (1907, társíró: Arthur Bernède, zeneszerző: Félix Fourdrain)
- Marcella (1907 [olaszul], társírók: Lorenzo Stecchetti és Edouard Adenis, zeneszerző: Umberto Giordano)
- La Belle au bois dormant (mesejáték, 1907, társíró: Jean Richepin, zeneszerző: Francis Thomé)
- Le Chevalier d'Eon (1908, társíró: Armand Silvestre, zeneszerző: Rodolphe Berger)
- Le Nain du Hasli (1908, társíró: Daniel Baud-Bovy, zeneszerző: Gustave Doret)
- Quo vadis? (1909, zeneszerző: Jean Nouguès)
- Bacchus triomphant (1909, zeneszerző: Camille Erlanger)
- Chiquito, le joueur de pelote (1909, zeneszerző: Jean Nouguès)
- La Glu (1910, társíró: Jean Richepin, zeneszerző: Gabriel Dupont)
- Don Quichotte (1910, zeneszerző: Jules Massenet)
- Icare (1911, zeneszerző: Henry Deutsch de la Meurthe)
- L'Aigle (1912, társíró: Louis Payen, zeneszerző: Jean Nouguès)
- Roma (1912, zeneszerző: Jules Massenet)
- Madame Pierre (1912, társíró: J. Marx, zeneszerző: Edmond Malherbe)
- La Danseuse de Pompéi (opera-balett, 1912, társíró: Mme Henry Ferrare, zeneszerző: Jean Nouguès)
- Sangre y sole (1912, társíró: Maria Star, zeneszerző: Alexandre Georges)
- Kaatje (1913, zeneszerző: Victor Buffin)
- Carmosine (1913, társíró: Louis Payen, zeneszerző: Henry Février)
- Graziella (1913, társíró: Raoul Gastambide, zeneszerző: Jules Mazellier)
- Yato (1913, társíró: Louis Payen, zeneszerző: Marguerite Labori)
- Cachaprès (1914, társíró: Camille Lemonnier, zeneszerző: Francis Casadessus)
- Hansli-le-Bossu (balett, 1914, társíró: Edouard Adenis, zeneszerzők: Jean Gallon és Noël Gallon)
- Gismonda (1919, társíró: Louis Payen, zeneszerző: Henry Février)
- Les Trois Mousquetaires (1921, társíró: Louis Payen, zeneszerző: Isidore de Lara)
- Le Chat botté (1921, társíró: Edouard Adenis, zeneszerző: Claude Terrasse)
- Le Mégère apprivoisée (1922, társíró: Edouard Adenis, zeneszerző: Charles Silver)
- Le Secret de Polichinelle (1922, zeneszerző: Félix Fourdrain)
- Le Lion amoureux (1922, zeneszerző: Paul Gautier)
- La Victoire (1923, társíró: Louis Payen, zeneszerző: Albert Dupuis)
- Plus que reine! (1929, zeneszerző: Marcel Bertrand)
- La Princesse lointaine (1934, társíró és zeneszerző: Georges-Martin Witkowsky)
- Quatre-vingt-treize (1935, zeneszerző: Charles Silver)
- Cyrano de Bergerac (1936 [Cesare Meano és Filippo Brusa olasz fordításában], zeneszerző: Franco Alfano)
- L'Aiglon (1937, zeneszerzők: Arthur Honegger és Jacques Ibert)
- Oberon (1954, Carl Maria von Weber operájának francia fordítása)

## Magyarul
- Massenet: A navarrai leány. Lyrai epizód; szöveg Jules Claretie, Henri Caïn, ford. Ábrányi Emil; Müller Ny., Bp., 1894
- Dupont Gábor: A kecskepásztor. Opera; szöveg Cain Henrik, ford. Várady Sándor; Operaház, Bp., 1904
- Jean Nougués: Quo vadis? Opera; Henrik Sienkiewitz regénye után Henry Cain, ford. Mérei Adolf; Globus, Bp., 1911